# ヴィヴィアン・チョウ (ビビアン・チョウのアルバム)
『ヴィヴィアン・チョウ』（英語: Vivian Chow） は、香港出身の歌手、ビビアン・チョウの日本における3枚目の広東語のスタジオ・アルバム。このアルバムは1996年8月25日にユニバーサルミュージックからリリースされた。

## 解説
香港の美人シンガーの日本で発売された3rd広東語のスタジオ・アルバム。日本初回限定盤には10P特典の写真集 。
なお、収録曲のうち「奔放」「嫁ぐ朝」「珍しい客」は、ビビアン・チョウ 自身が作曲を手がけている。

## 収録曲
| #         | タイトル           | 作詞      | 作曲      | 時間      |       |
| --------- | ------------------ | --------- | --------- | --------- | ----- |
| 1.        | 「奔放」           | 黃偉文    | 周慧敏    | 3:30      |       |
| 2.        | 「別れの時」       | 黃凱芹    | 黃凱芹    | 4:37      |       |
| 3.        | 「嫁ぐ朝」         | 簡寧      | 周慧敏    | 4:51      |       |
| 4.        | 「セ・ラ・ヴィ」   | 古倩敏    | 古倩敏    | 4:37      |       |
| 5.        | 「愛はつくらない」 | 張美賢    | 張朵朵    | 3:50      |       |
| 6.        | 「旅発つ時に」     | 陳少琪    | 邰正宵    | 3:57      |       |
| 7.        | 「特病」           | 周耀輝    | 吳國恩    | 4:09      |       |
| 8.        | 「あなたのために」 | 蔡國權    | 蔡國權    | 4:16      |       |
| 9.        | 「本当の愛とは何」 | 向雪懷    | 陳冠蒨    | 4:09      |       |
| 10.       | 「珍しい客」       | 李敏      | 周慧敏    | 4:33      |       |
| 合計時間: | 合計時間:          | 合計時間: | 合計時間: | 合計時間: | 42:33 |